# Glenea biflavomaculata
Glenea biflavomaculata är en skalbaggsart som beskrevs av Stefan von Breuning 1959. Glenea biflavomaculata ingår i släktet Glenea och familjen långhorningar. Inga underarter finns listade i Catalogue of Life.